# 全部青春!/エンジェル演じて20年
「全部青春!/エンジェル演じて20年」（ぜんぶせいしゅん!/エンジェルえんじてにじゅうねん）は、2018年8月7日にT-Palette Recordsから発売、および配信されたアップアップガールズ(2)の4枚目のシングル。

## 概要
- 2018年4月に中川千尋、佐々木ほのかが加入し、7人体制となって初のCDシングル。
- つんく♂（シャ乱Q）をプロデューサーに迎えた3作連続シングルの第1弾[2]。

## 収録曲
1. 全部青春!
作詞・作曲：つんく、編曲：板垣祐介
2. エンジェル演じて20年
作詞：児玉雨子、作曲:michitomo、編曲:KOJI oba、松井ジャーマン Jr.
3. 全部青春!（Instrumental）
4. エンジェル演じて20年（Instrumental）